# دونگی درنوواتس
دونگی درنوواتس (به صربی: Donji Drenovac) یک منطقهٔ مسکونی در صربستان است که در ژیتوراجا واقع شده‌است. دونگی درنوواتس ۴۵۰ نفر جمعیت دارد.